# علمات
علمات هي إحدى القرى اللبنانية من قرى قضاء جبيل في محافظة جبل لبنان.
بلدة علمات كانت ولا زالت مركز لمكتب الحرير في سجلات الدولة اللبنانية، إذ كانت تنشط فيها تربية دو الحرير (دو القز)، وهذا تراه واضحا من كثرة شجر التوت، إذ تعتبر أوراقه الغذائية الأول لهذا النوع من الحشرات.
تعلو بلدة علمات 850م عن سطح البحر إذ تكسب قمم جبالها الثلوج. تتمتع بمنأخ معتدل يجعلها ملاذا في الصيف من حر العاصمة بيروت ومعظم روادها من ابنا البلدة.
رغم المناخ ومساحة الأراضي لا تنشط الزراعة في علمات إلا على المستوى الفردي إذ أن معظم أهلها من سكان العاصمة الذين هاجروا إبان الحرب واستقرو في ضواحي العاصمة بيروت وإقامة أعمالهم فيها ويزور قريتهم صيفا للاستجمام.
بعد زوال الحرب الأهلية في لبنان تم استحداث مركز بلدي في علمات. وتم تمثيل أهالي جبيل بنائب في البرلمان اللبناني، الدكتور محمود عواد وتلاه ولا زال حتى اليوم رجل الأعمال السيد عباس هاشم.
تحوي علمات على مواقع أثرية شبه مهمة من الدولة اللبنانية، مثل المشنقة التي تحوي آثار فينيقية عبارة عن قبور ومسجات منحوته في الصخر لملك فينيقي، وقلعة وآثار رومانية تشبه إلى حد آثار بعلبك، ومعبد البنات الفينيقية التي كانت تقدم فية الأضحيات لادونيس، وجسر قديم منذ أيام المتصرفية، ومغاربها طبيعية (المبعج)تشبه مغارة جعيتا.وأراض وطبيعة جميلة متعة للناظرين إذ أن بإمكان الزائر التمتع برؤية البحر والجبل معا من سفوح علمات. 
علمات كانت طريق الحجاج إلى معبد عشتار وادونيس للراحة.